# Брудний Гаррі (фільм)
«Брудний Гаррі» (англ. Dirty Harry) — американський кінофільм жанру трилер-екшн 1971 року, режисера Дона Сігела з Клінтом Іствудом у головній ролі. Фільм про поліцейського детектива Гаррі Каллагана на прізвисько «Брудний Гаррі» мав успіх та продовження у вигляді однойменного серіалу.
У 2012 році картину було включено до Національного реєстру фільмів США.

## Сюжет
Поліцейський інспектор з Сан-Франциско Гаррі Каллаган користується поганою репутацією у свого високого начальства через нещадність у поводженні зі злочинцями. Ця нещадність має своє пояснення: злочинці все частіше уникають відповідальності. Навіть заарештовані на місці злочину, вони при потуранні адвокатів, суддів і поліцейських чиновників прагнуть пом'якшення покарань, амністій тощо І знову виходять на свободу, щоб сіяти смерть. Каллаган, прозваний «Брудним Гаррі», за те, що змушений виконувати найбруднішу і криваву поліцейську роботу, у міру сил намагається діяти так, щоб злочинці не йшли від покарання.

## У ролях
| Актор           | Роль                       |
| --------------- | -------------------------- |
| Клінт Іствуд    | інспектор Гаррі Каллаган   |
| Гаррі Гуардіно  | лейтенант Ел Бреслер       |
| Рені Сантоні    | інспектор Чіко Гонсалес    |
| Джон Вернон     | мер                        |
| Ендрю Робінсон  | вбивця «Скорпіон»          |
| Джон Ларч       | шеф                        |
| Джон Мітчум     | інспектор Френк Діджорджио |
| Мей Мерсер      | місіс Расселл              |
| Лін Еджінгтон   | Норма                      |
| Рут Кобарт      | водій автобуса             |
| Вудроу Парфрі   | містер Яффі                |
| Йозеф Зоммер    | Вільям Т. Ротко            |
| Вільям Петерсон | Суддя Баннермана           |
| Моріс Аргент    | Сід Клейнман               |
| Джо Де Вінтер   | міс Вілліс                 |
| Крейг Келлі     | сержант Рейнеке            |

## Знімальна група
- Режисер — Дон Сігел
- Продюсер — Роберт Дейлі, Карл Пінгіторе, Дон Сігел
- Сценарист — Гаррі Джуліан Фінк, Ріта М. Фінк, Дін Райснер, Терренс Малік, Джон Міліус
- Композитор — Лало Шифрін
- Оператор — Брюс Сертіс
- Художник — Дейл Геннесі, Роберт Де Вестел
- Монтаж — Карл Пінгіторе